# François Bousquet (homme politique)
Pour les articles homonymes, voir François Bousquet et Bousquet.
François Bousquet, né le 22 février 1748 à Mirande (Gers) et mort le 12 juillet 1820 à Moncassin (Lot-et-Garonne), est un homme politique français.

## Biographie
Médecin à Mirande, il est maire de la ville et juge de paix. Il est député de l'Hérault de 1791 à 1792, puis député du Gers à la Convention, où il vote la mort de Louis XVI. Il est inspecteur des eaux thermales de Bagnères-de-Bigorre sous le Premier Empire.

## Sources
- « François Bousquet (homme politique) », dans Adolphe Robert et Gaston Cougny, Dictionnaire des parlementaires français, Edgar Bourloton, 1889-1891 [détail de l’édition]